# Bacotoma
Bacotoma ist eine Schmetterlings-Gattung in der Unterfamilie Spilomelinae der Familie Crambidae. Sie umfasst gegenwärtig elf Arten, welche von Indien und Sri Lanka über China und Südostasien bis Australien verbreitet sind.

## Merkmale
Die Falter haben relativ schmale Vorderflügel und breite, nahezu dreieckige Hinterflügel. Die Flügelfärbung ist unauffällig und besteht hauptsächlich aus Braun- und Beige-Tönen. Die Antemedian- und Postmedianlinie sowie der innere und vor allem der äußere Diskoidalfleck sind auf den Vorderflügeln gut ausgebildet. Auf den Hinterflügeln ist die Postmedianlinie deutlich ausgeprägt, gelegentlich auch der Diskoidalfleck.
Die Männchen haben ein langes, schmales Abdomen, welches in den meisten Arten am Hinterende seitlich mit einem auffälligen Paar von Analbüscheln sowie einer hervorstechenden Schwarzweiß-Zeichnung der Abdominaltergite 6 oder 7 bis 8 ausgestattet ist. Die männlichen Genitalien weisen oval bis lanzettlich geformte Valven auf, die durch komplexe Sklerotisierungen der Fibula und des Sacculus gekennzeichnet sind. Der Uncus besteht aus zwei schmalen, langgestreckten Armen, die sich zur Spitze hin verschmälern oder leicht weiten. Der Phallus oder Aedeagus ist einfach, sklerotisiert und trägt einen einzelnen nadelförmigen Cornutus. Die weiblichen Genitalien bestehen aus einem einfachen, sackartigen Corpus bursae mit einem oder zwei kleinen sklerotisierten Platten („Signa“, Singular „Signum“), einem schlanken Ductus bursae mit granulärer Oberfläche, und einem kleinen, sklerotisierten Antrum. Ein typisches Merkmal der Gattung sind die Pleuraltaschen des Sternits 7 der Weibchen, welche dicht mit kurzen Mikrotricha bedeckt sind.
Die Falter der Gattung Bacotoma ähneln äußerlich Arten der Gattungen Bradina, Herpetogramma und Syngamia, mit denen sie eine ähnliche Flügelfärbung und -zeichnung teilen. Die Bestimmung der Falter und ihre Unterscheidung von äußerlich ähnlichen Arten ist über molekulargenetische Methoden wie das sogenannte DNA-Barcoding und durch Präparation und Untersuchung der Genitalien möglich. Bacotoma ist durch drei vermeintlich apomorphe Merkmale der Genitalien gekennzeichnet: in Männchen die deutlich gabelige Juxta mit schlanken Armen, die jeweils in einem kleinen Haken enden, sowie die breiten, lappenartigen Transtillum-Arme, welche dorsad über die Costalkante der Valven reichen, und in Weibchen die tiefen, mit Mikrotricha bedeckten Pleuraltaschen des Sternits 7.
Die Larvenstadien von Bacotoma wurden bisher nicht wissenschaftlich beschrieben. 

## Lebensweise
Die Raupen von Bacotoma illatalis und Bacotoma ampliatalis wurden an Celtis philippensis (Cannabaceae) und Strychnos minor (Loganiaceae) in Papua New Guinea gezüchtet.

## Arten
- Bacotoma abjungalis (Walker, 1859)
- Bacotoma ampliatalis (Lederer, 1863)
- Bacotoma binotalis (Warren, 1896)
- Bacotoma camillusalis (Walker, 1859)
- Bacotoma cuprealis (Moore, 1877)
- Bacotoma hainanensis (Yang, Ullah, J.-F. Landry, Miller, Rosati & Zhang, 2019)
- Bacotoma illatalis (Walker, 1866)
- Bacotoma oggalis (Swinhoe, 1906)
- Bacotoma poecilura (E. Hering, 1903)
- Bacotoma ptochura (Meyrick, 1894)
- Bacotoma violata (Fabricius, 1787)

## Synonyme
Der Gattungsname Platamonia Lederer, 1863 ist ein Synonym zum Gattungsnamen Bacotoma, welcher Priorität über den jüngeren (d. h. später publizierten) Namen hat. Der Name Platamonina J. C. Shaffer & Munroe, 2007 wurde als Ersatzname für Platamonia publiziert, da dieser Name schon vor Lederers Beschreibung von 1863 für eine andere Organismusgruppe vergeben war, nämlich für Platamonia Busch, 1851, eine Gattung mariner Plattwürmer.